# هيئة البث القبرصية
هيئة البث القبرصية (باليونانية: Ραδιοφωνικό Ίδρυμα Κύπρου)‏ اختصارًا (CyBC) هي خدمة بث عام قبرصية لديها أربع قنوات إذاعية وقناتين تلفزيونيتين محليتين، وتستخدم قناة فضائية واحدة للشتات القبرصي.
هي منظمة غير ربحية، تستخدم دخلها بالكامل في توفير المعلومات الموضوعية وترفيه شعب قبرص.
كانت الهيئة تُمول جزئيًا من ضريبة على فواتير الكهرباء، ولكنها انتهت في 1 يوليو 2000؛  وتُمول حاليًا من ميزانية الدولة. كان مبلغ الضريبة يعتمد على حجم المنزل، كانت مشابهًا من حيث المبدأ لأنظمة ترخيص التلفزيون في بلدان أخرى. المؤسسة هي عضو في مجتمع البث الدولي، واتحاد البث الأوروبي وهيئة البث لبلدان عدم الانحياز ورابطة بث دول الكومنولث.

شعار PIK Sat

## روابط خارجية
- الموقع الرسمي باللغة اليونانية